# マフムード・ザアタラ
マフムード・ザアタラ（アラビア語: محمود زعترة、Mahmoud Za'taraまたはMahmoud Zaatara、1991年1月8日-）は、ヨルダンのプロサッカー選手。ヨルダンリーグのアル・ワフダート・クラブ所属、ポジションはFW。サッカーヨルダン代表、元同U-22代表、元同U-20代表。

## 来歴

### クラブ
ヨルダンのアル・ファイサリーでデビュー、ファイサリー時代にAFCカップ2011に出場している。オマーンのアル・スワイクや、ヨルダンのアル・ヤルムークなどを経て、2013年1月からはバーレーン・プレミアリーグのアル・ブサイティーン・クラブに所属。シーズン途中の加入ながら、5月の首位攻防対ムハッラク戦で2得点をあげるなど6得点を記録し、クラブのリーグ初優勝に貢献した。
2014年1月、ヨルダンのアル・ワフダート・クラブへ移籍。2013-2014シーズンのヨルダンカップ準決勝のシャバーブ・アル・オルドゥン第2戦で、ハットトリックを記録した。
2015年8月にカタールのムアイザルSCへ移籍した。

### 代表
AFC U-19選手権2010に出場。
AFC U-22選手権2013の予選では、全4試合中3試合で得点をあげ、予選リーグトップ通過に貢献。2014年に行われたAFC U-22選手権2013では、ハムゼ・アッ＝ダルドゥール不在の準々決勝でキャプテンマークをつけてプレーした。